# الکس مورگان

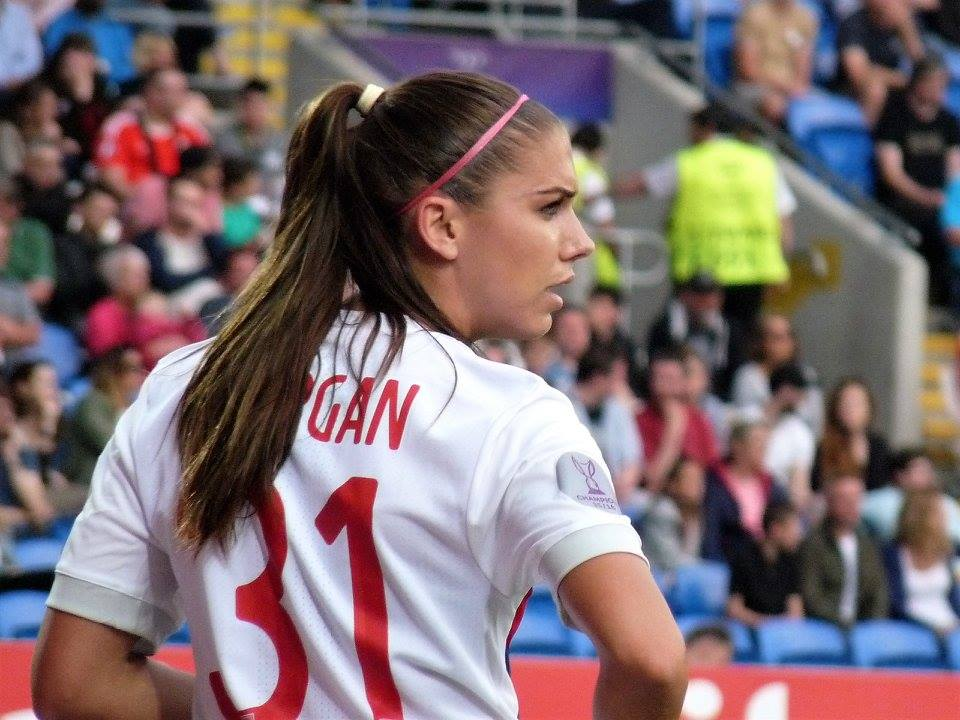
مورگان در ژوئن ۲۰۱۷ حین بازی برای لیون

الکساندرا پاتریشیا "الکس" مورگان (به انگلیسی: Alexandra Patricia "Alex" Morgan) (متولد ۲ ژوئیه ۱۹۸۹ کالیفرنیا) بازیکن فوتبال و عضو تیم ملی فوتبال زنان ایالات متحده آمریکا است.
وی به همراه تیم ملی فوتبال زنان آمریکا قهرمان المپیک و جام‌جهانی شده‌است.
وی هم اکنون برای تیم آمریکایی سن دیگو ویو بازی می‌کند.
پس از ۱۵۹ بازی ملی، مورگان یکصدمین گل ملی خود را در تاریخ ۴ام آوریل ۲۰۱۹ در بازی در برابر استرالیا به ثمر رساند. همچنین وی در یک پویانمایی نیز شرکت داشته نام این پویانمایی (الکس و من) است.
او به عنوان یکی از بهترین بازیکنان زن فوتبال جهان هم شناخته می‌شود. وی با به ثمر رساندن ۱۲۳ گل ملی در رده پنجم بهترین گلزنان ملی تاریخ فوتبال بانوان است  به گزارش هم‌تیمی‌ها و مربی‌هایش الکس مورگان در جلسات تمرینی بسیار سخت‌کوش و خستگی‌ناپذیر است. 

## خداحافظی
الکس مورگان در ۵ سپتامبر ۲۰۲۴ با انتشار ویدئویی در اینستاگرام ، از دنیای فوتبال خداحافظی کرد.

## فیلم شناسی
| سال  | عنوان                            | نقش  | یادداشت                      |
| ---- | -------------------------------- | ---- | ---------------------------- |
| 2015 | نیکی، ریکی، دیکی و سپیده دم      | خودش | قسمت: "تست چهارگانه"         |
| 2015 | ضربات                            | خودش | قسمت: "خلبان"; همچنین خالق   |
| 2015 | تیلور سویفت: تور جهانی 1989 زنده | خودش | فیلم کنسرت                   |
| 2018 | الکس و من                        | خودش | مستقیم به ویدیو              |
| 2019 | الکس مورگان: اکولایزر            | خودش | مینی سریال تلویزیونی; 4 قسمت |

### نماهنگ
| سال  | عنوان                                               | هنرمند(های)              | نقش         | مرجع. |
| ---- | --------------------------------------------------- | ------------------------ | ----------- | ----- |
| 2018 | " دختران مثل تو " (نسخه اصلی، جلد 2 و ویدیوی عمودی) | Maroon 5 با حضور Cardi B | خودش (کمئو) |       |

## افتخارات
فلش وسترن نیویورک
- WPS (۱) : ۲۰۱۱

اف‌سی پورتلند تورنز
- NWSL (۱) : ۲۰۱۳

لیون
- لیگ یک فرانسه (۱): ۱۷-۲۰۱۶
- جام حذفی فرانسه (۱): ۱۷-۲۰۱۶
- لیگ قهرمانان اروپا (۱): ۱۷-۲۰۱۶

تیم ملی زیر ۲۰ سال آمریکا
- قهرمانی جام جهانی زیر ۲۰ سال (۱): ۲۰۰۸
- نایب قهرمانی کونکاکاف زیر ۲۰ سال (۱): ۲۰۰۸

تیم ملی آمریکا
- قهرمانی جام جهانی (۲): ۲۰۱۵ و ۲۰۱۹
- مدال طلای المپیک (۱): ۲۰۱۲
- مدال برنزه المپیک (۱): ۲۰۲۰
- قهرمانی کونکاکاف (۳): ۲۰۱۴ و ۲۰۱۸ و ۲۰۲۲
- مسابقات انتخابی المپیک کونکاکاف (۲): ۲۰۱۲ و ۲۰۱۶
- She Believes (۵) : ۲۰۱۶ ، ۲۰۱۸ ، ۲۰۲۱ ، ۲۰۲۲ ، ۲۰۲۳ جام
- جام آلگاوره (۳): ۲۰۱۱ و ۲۰۱۳ و ۲۰۱۵
- مسابقات جام چهارملت (۱) ۲۰۱۱